# 20065 Kminek
A 20065 Kminek (ideiglenes jelöléssel (20065) 1993 RK5) a Naprendszer kisbolygóövében található aszteroida. Eric Walter Elst fedezte fel 1993. szeptember 15-én.